# Abbaye Saint-Pierre-les-Dames
Pour les articles homonymes, voir Abbaye Saint-Pierre.
L'abbaye Saint-Pierre-les-Dames est une ancienne abbaye féminine bénédictine de Reims aujourd'hui disparue. On attribue sa fondation à saint Remi, au début du VIe siècle et les premières constructions d'importance à saint Nivard au siècle suivant.

## Historique

### Moyen Âge
Le premier monastère féminin de Reims, dû à sainte Clotilde et saint Rémi, date des débuts du VIe siècle. C'est probablement dans celui-ci que sainte Beuve entame sa carrière religieuse un siècle plus tard avec l'appui de son frère saint Baudry. Ce monastère étant hors les murs, celui-ci fait construire une maison intra-muros pour mettre les nones à l'abri des agressions. Vers 655, saint Nivard, évêque de Reims et beau-frère de Childéric II roi d'Austrasie qui siège en cette ville[réf. nécessaire], fait rebâtir l'abbaye dédiée à la Vierge et à saint Pierre. 
À son décès, son frère, saint Gombert, fonde un autre monastère Saint-Pierre, également féminin, à une autre extrémité de la ville dit monastère d'en-bas par opposition au précédent. En dépit de travaux consacrés à la question, les historiens peinent encore à dissocier les destinées des deux institutions. Cependant, l'histoire ne retient qu'une abbaye Saint-Pierre parmi les trois abbayes bénédictines de Reims au Moyen Âge à côté de Saint-Remi et Saint-Nicaise pour les hommes.
Malgré ces incertitudes, les sources s'accordent pour faire de sainte Beuve puis sa nièce sainte Dode les deux premières abbesses du monastère féminin.

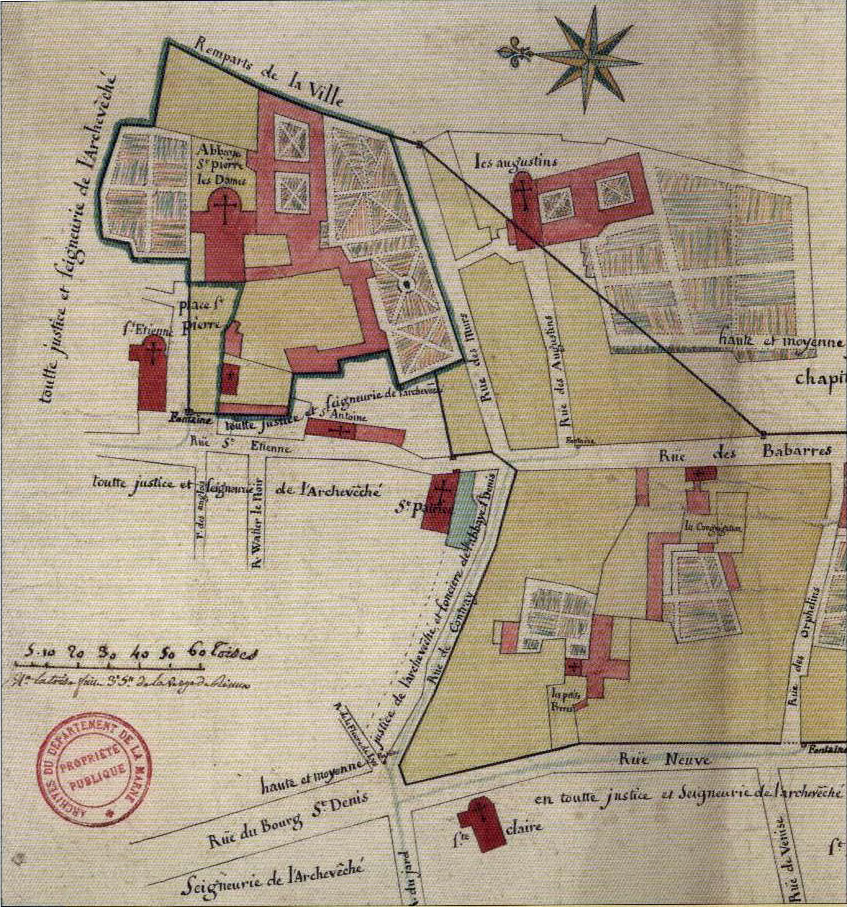
En haut à gauche : l'enceinte de l'abbaye sur un plan de 1776, archives départementales de la Marne.
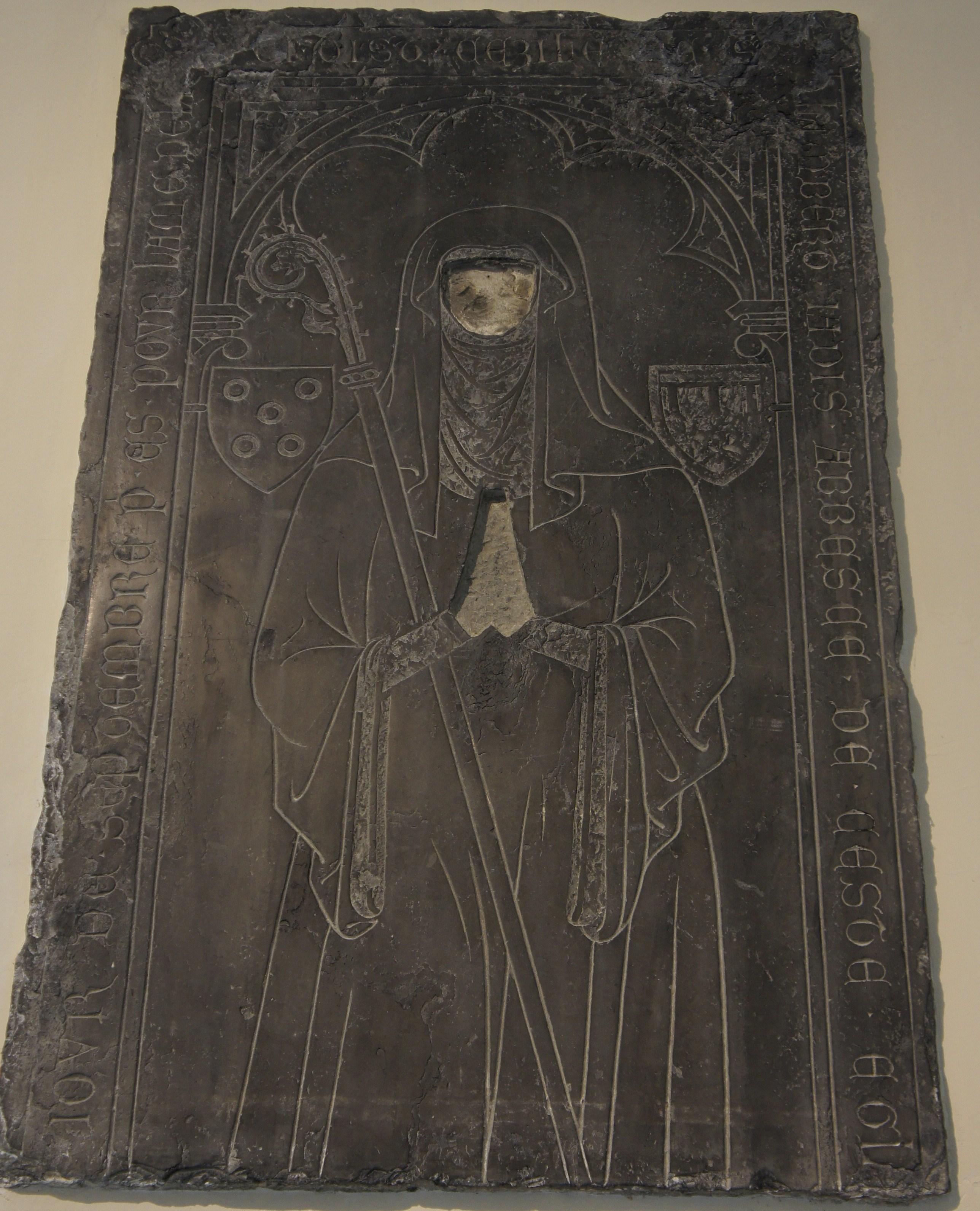
Stèle de Cécile de Saint-Lambert, morte le 13 septembre 1340, musée Saint-Remi de Reims.

### Temps modernes
Le corps de Marie de Guise, reine d’Écosse, décédée à Edimbourg, est ramené en France et inhumé dans l'église de l'abbaye. Sa fille Marie Stuart s'y retire après la mort (5 décembre 1560) de son époux, François II, roi de France, alors que sa tante, Renée de Lorraine en est l’abbesse. C'est de là qu'elle part pour embarquer définitivement vers l'Écosse depuis Calais le 15 août 1561. 
Elle avait manifesté le désir d'être enterrée à Saint-Pierre-les-Dames mais, après son accession au trône, son fils Jacques VI d'Écosse la fit déplacer à l'abbaye de Westminster où elle repose à dix mètres de sa cousine Élisabeth.
Catherine de Lorraine (1552-1596) était inhumée en l'église abbatiale.

## Abbesses

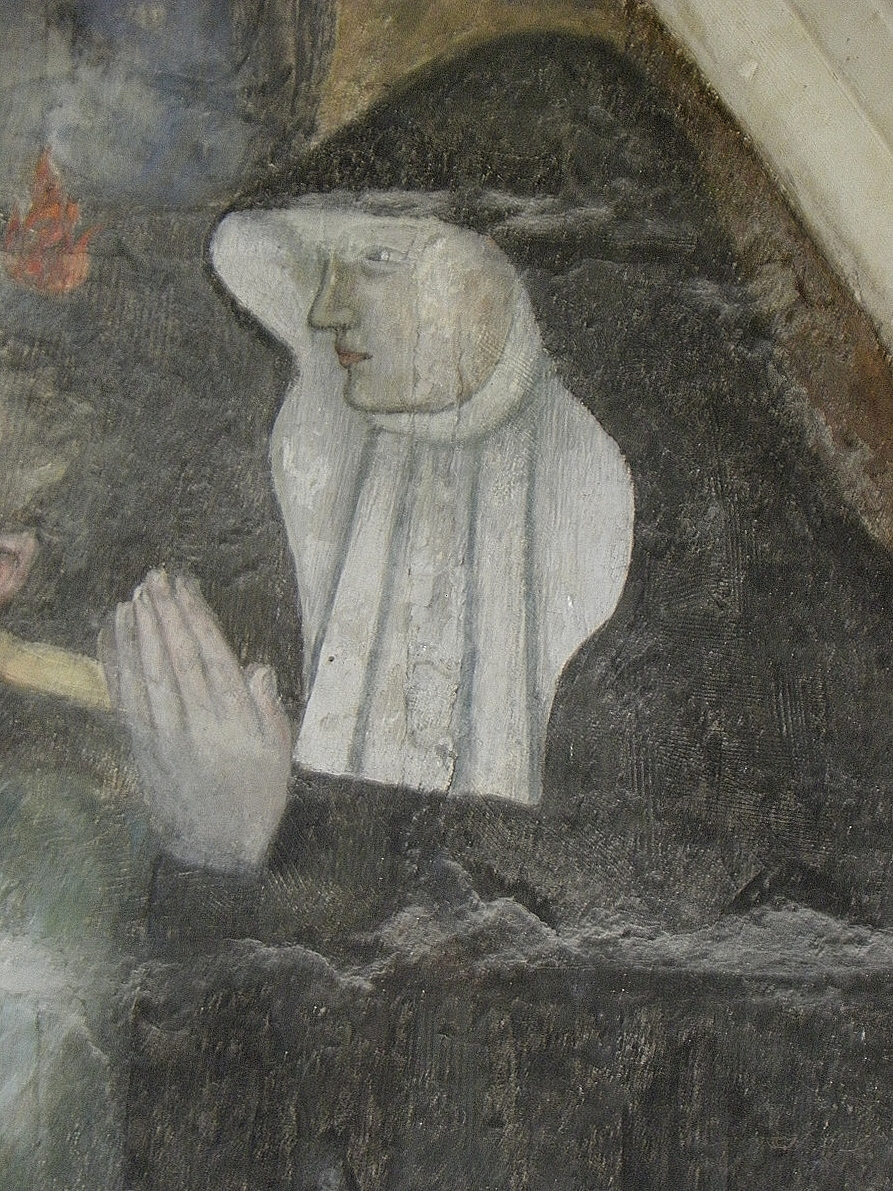
Renée de Lorraine, peinture à Fontevrault.

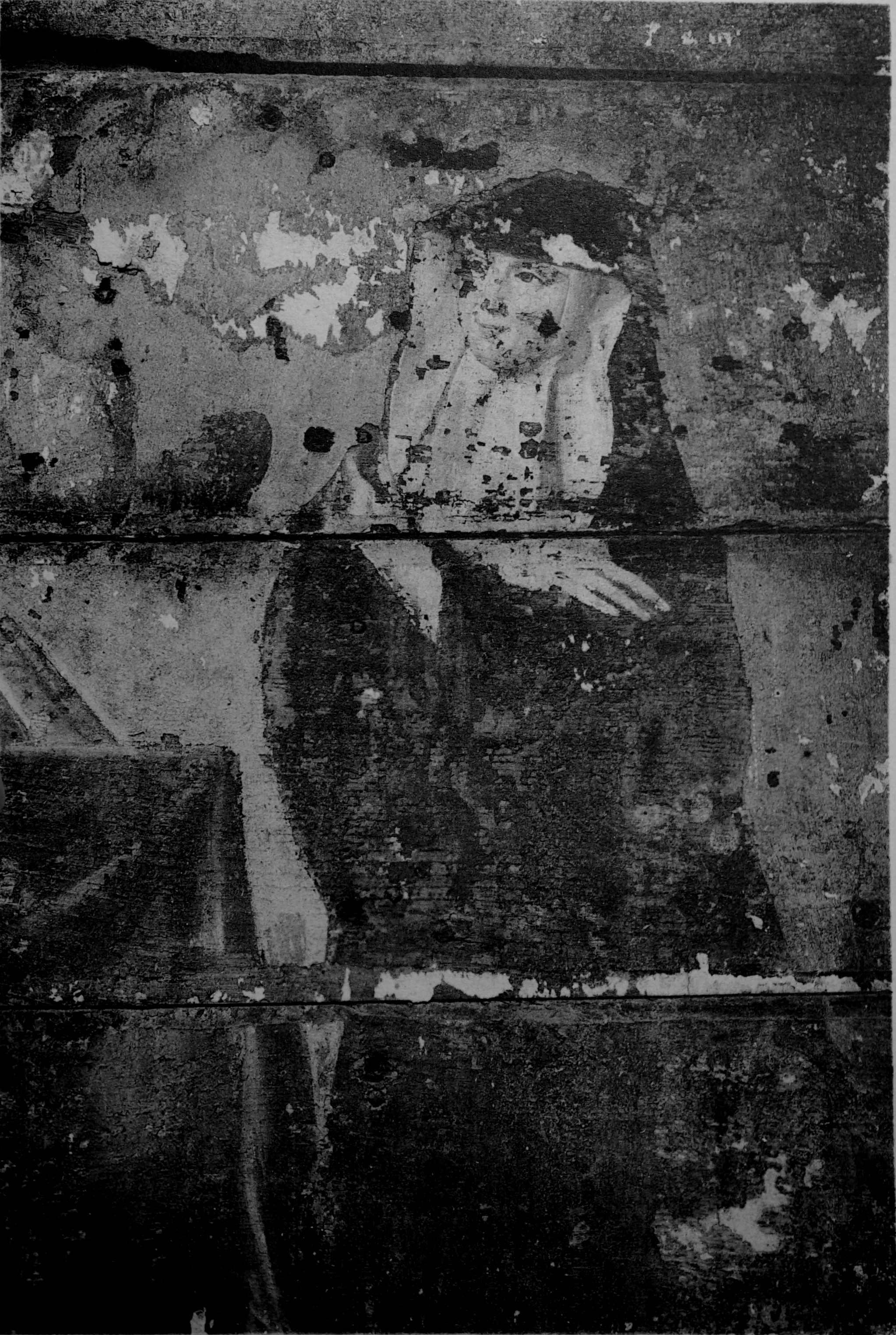
Renée de Lorraine, peinture au musée de Reims.

Une trentaine d'abbesses régulières précèdent les abbesses commendataires, qui suivent :
- Renée Ire de Lorraine, octobre 1546 – † 3 avril 1602 à l’âge de 79 ans, ancienne abbesse de Poulangy, aussi abbesse d’Origny-Sainte-Benoîte (1554-56), fille de Claude de Lorraine, duc de Guise, et d’Antoinette de Bourbon.
- Renée II de Lorraine, 1602 – † 23 juin 1626 à l’âge de 41 ans, fille d’Henri, duc de Guise, dit le Balafré, et petite-nièce de la précédente.
- Marguerite Kirkaldi, 1626 – † 3 février 1639 à l’âge de 69 ans, née en Écosse.
- Françoise-Renée de Lorraine de Guise, (10 janvier 1621-4 décembre 1682), abbesse en 1639 – transférée le 31 juillet 1644 à Saint-Pierre de Montmartre, où elle mourut le 4 décembre 1682 à l’âge de 61 ans, d’abord coadjutrice de Marguerite Kirkaldi, fille de Charles de Lorraine, duc de Guise, et nièce de l’abbesse Renée II de Lorraine. [Note 1].
- Catherine-Angélique d’Orléans-Longueville (1617-1664), 1645 – transférée le 8 juin 1653 à Maubuisson, fille naturelle du duc de Longueville, et de sa mère Jacqueline d'Illiers de Balsac, abbesse de l'abbaye Saint-Avit-les-Guêpières morte le 16 juillet 1664[8].
- Marguerite-Angélique de Béthune d’Orval, juin 1653 – † 28 février 1711 à l’âge de 83 ans, ancienne religieuse cistercienne de Pont-aux-Dames et petite-fille de Sully.
- Isabelle de la Rochefoucauld de Roye, avril 1711 – † juin 1744, ancienne religieuse de Notre-Dame de Soissons.
- Marie-Charlotte de la Rochefoucauld de Roye,  14 mai 1744 – † 1762 à l’âge de 49 ans, nièce de la précédente.
- Jacqueline de Lauzières de Thémines, 1762 – 1792, morte de chagrin quelques mois après la suppression de l’abbaye.

## Époque contemporaine
L'église de l'abbaye est détruite pendant la Révolution au profit de l'actuelle rue Marie-Stuart. Une nouvelle rue Saint-Pierre-les-Dames, percée en 1798, débouche sur l'actuelle place Godinot — dédiée au chanoine Godinot — anciennement place Saint-Pierre-les-Dames. Ce percement détruit le corps de logis du palais abbatial ainsi que les vastes jardins. Seuls les deux pavillons d'angle subsistent, ainsi qu'une partie des bâtiments conventuels où s'établit une filature. Le pavillon ouest est acquis par les sœurs de la Congrégation Notre-Dame qui y installent une école (actuel Collège privé catholique Notre-Dame). Tous ces vestiges sont anéantis par les bombardements allemands de la Première Guerre mondiale. Aujourd'hui, rien ne subsiste de l'ancienne abbaye Saint-Pierre. 
L'abbaye se situait à environ 300 mètres au sud-est de la cathédrale. 

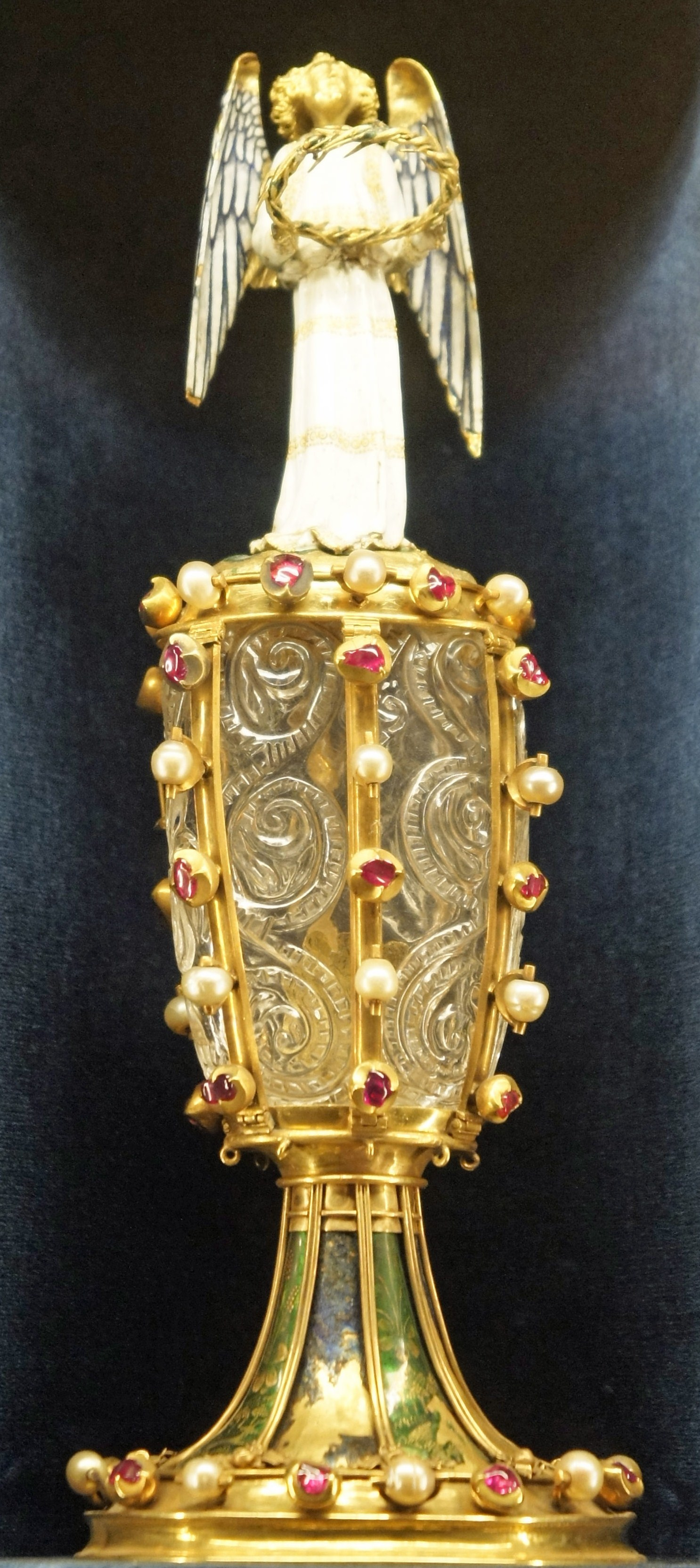
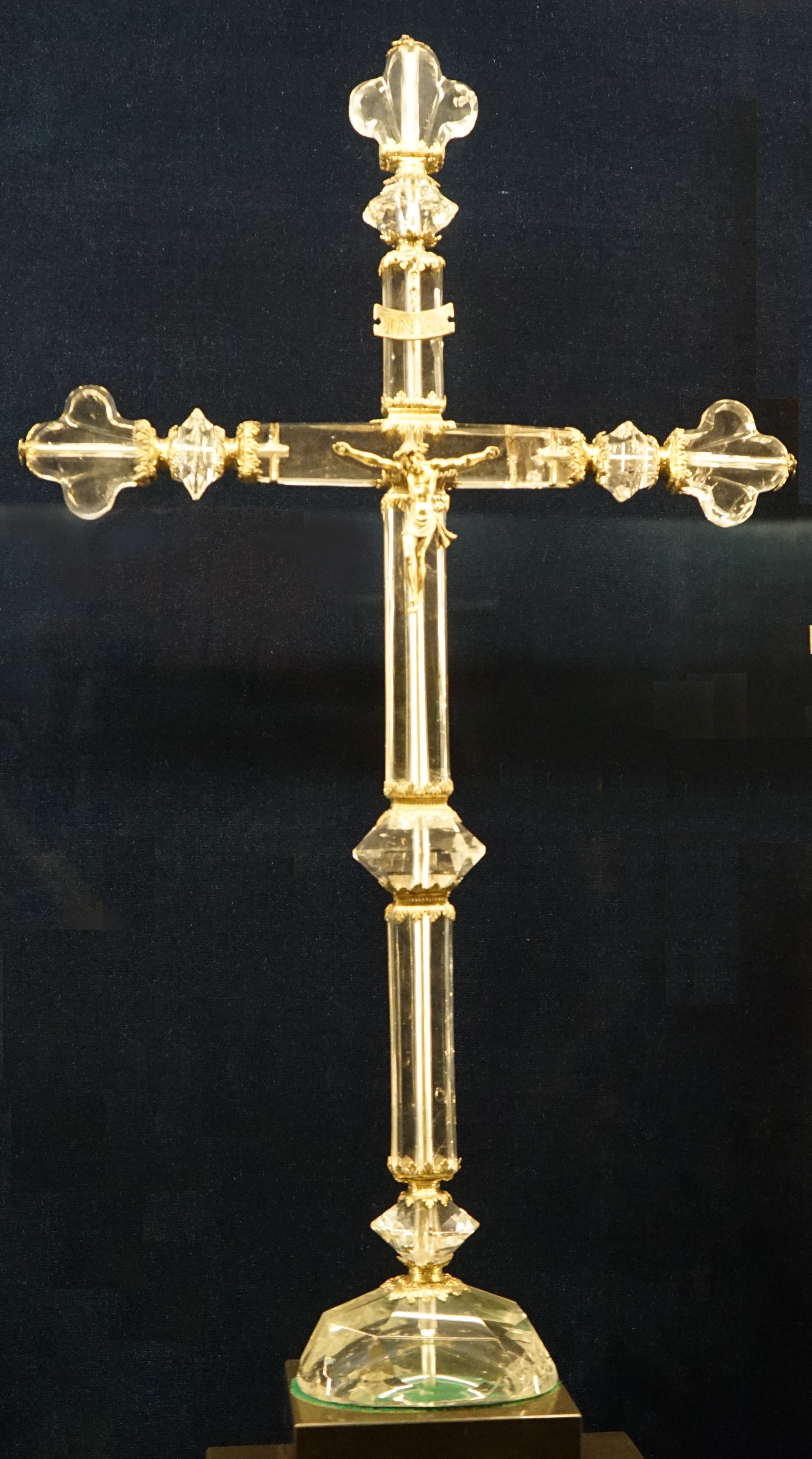

Deux magnifiques pièces d'orfèvrerie provenant du trésor de l'abbaye sont conservées au Palais du Tau : le reliquaire de la Sainte-Épine et une croix en cristal de roche offerte par Marie Stuart à sa tante Renée de Lorraine.

## Possessions
Depuis le Moyen Âge, l'abbaye possède une seigneurie à Hermonville, composé en 1749 de 24 à 25 maisons répandues dans différents endroits et mêlées avec les autres seigneuries. L'église est dans l'étendue de sa juridiction, ainsi que la place au-devant et le cimetière et la maison seigneuriale, à main gauche de l'église.

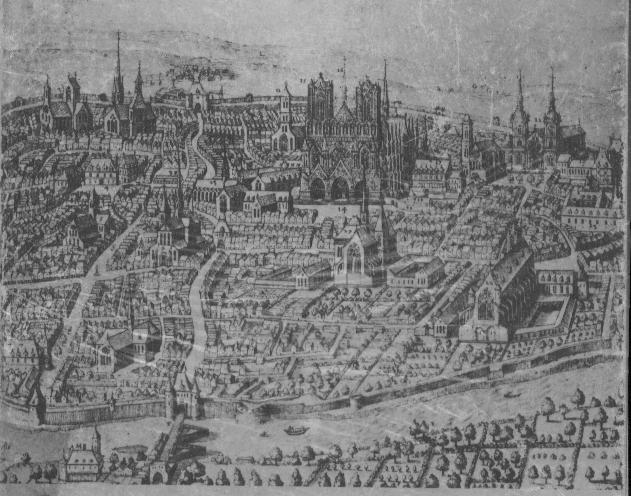
Reims au XIVe siècle, en haut à droite avec ses deux tours, l'abbaye derrière la cathédrale.
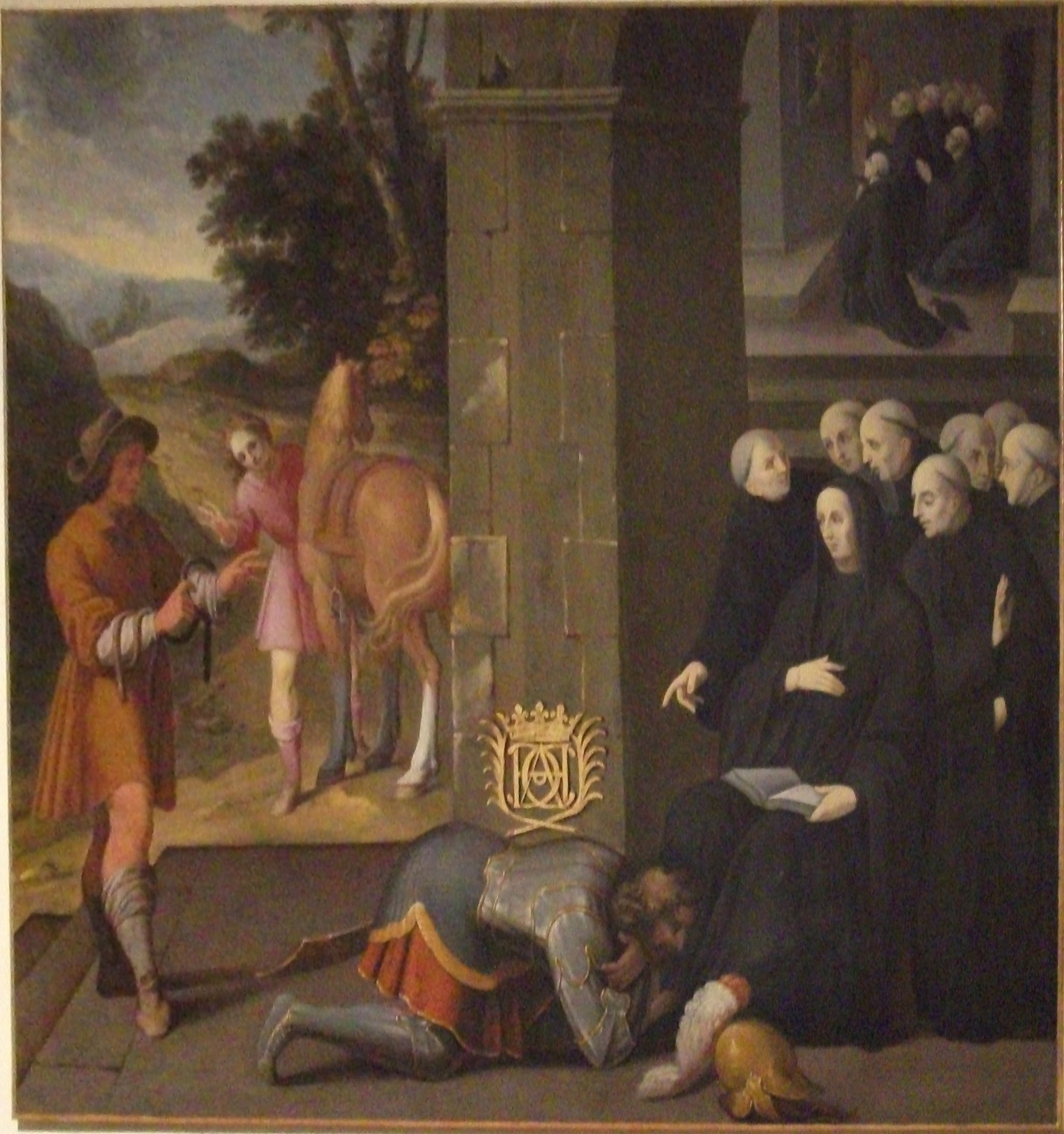
École française du XVIIe siècle, Les Miracles de saint Benoit au mont Cassin, œuvre provenant de l'abbaye. Reims, musée Saint-Remi.
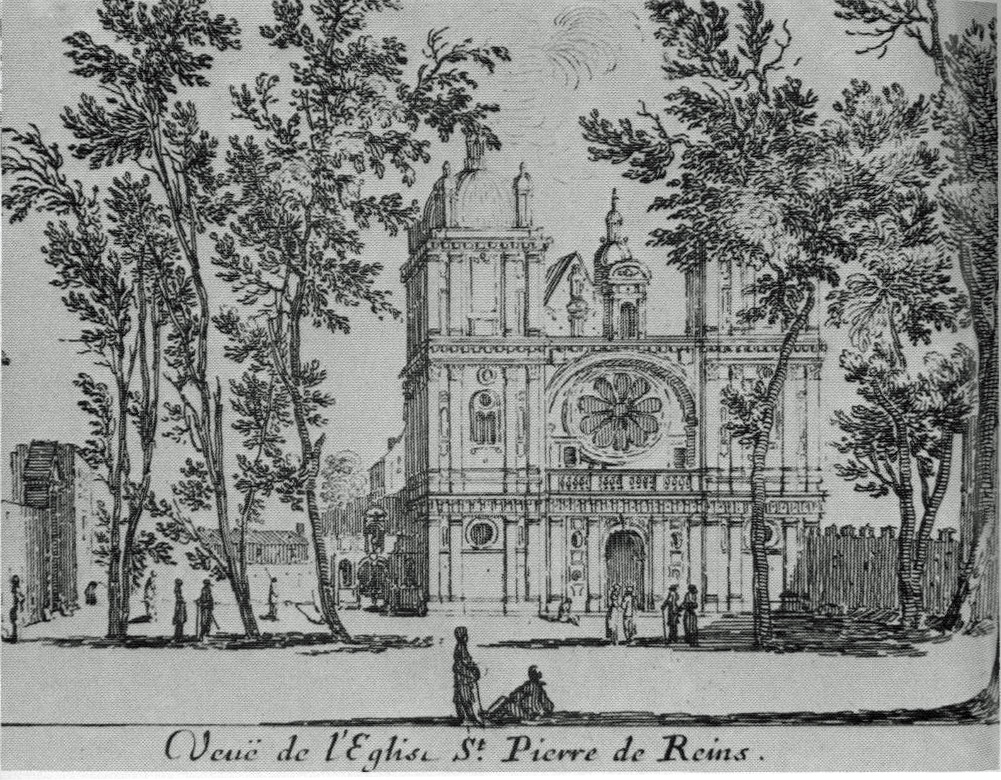
L'église de Saint-Pierre-les-Dames au XIVe siècle.
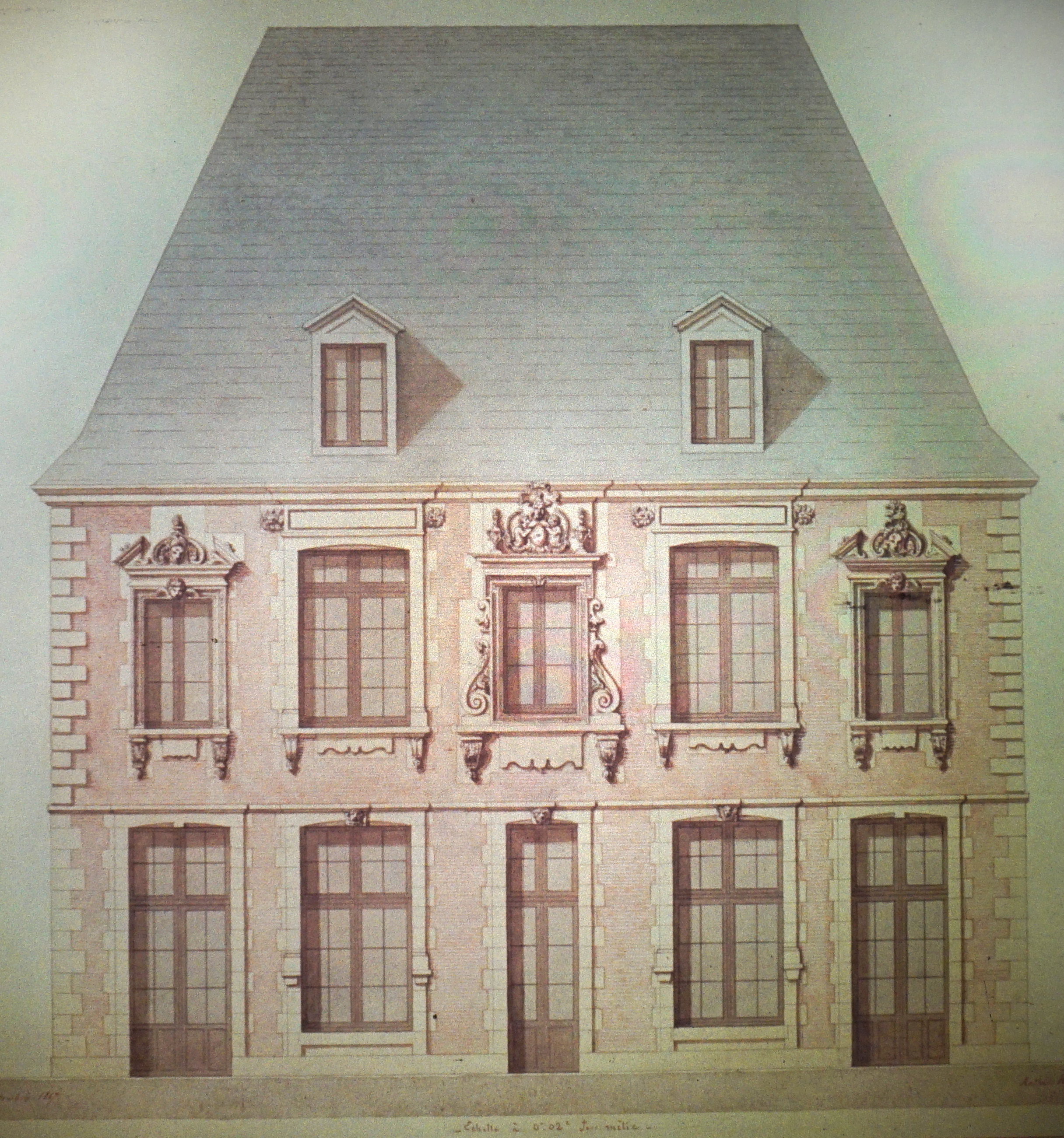
Un pavillon, dessin d'Arthur Habran, Reims, Bibliothèque Carnegie.
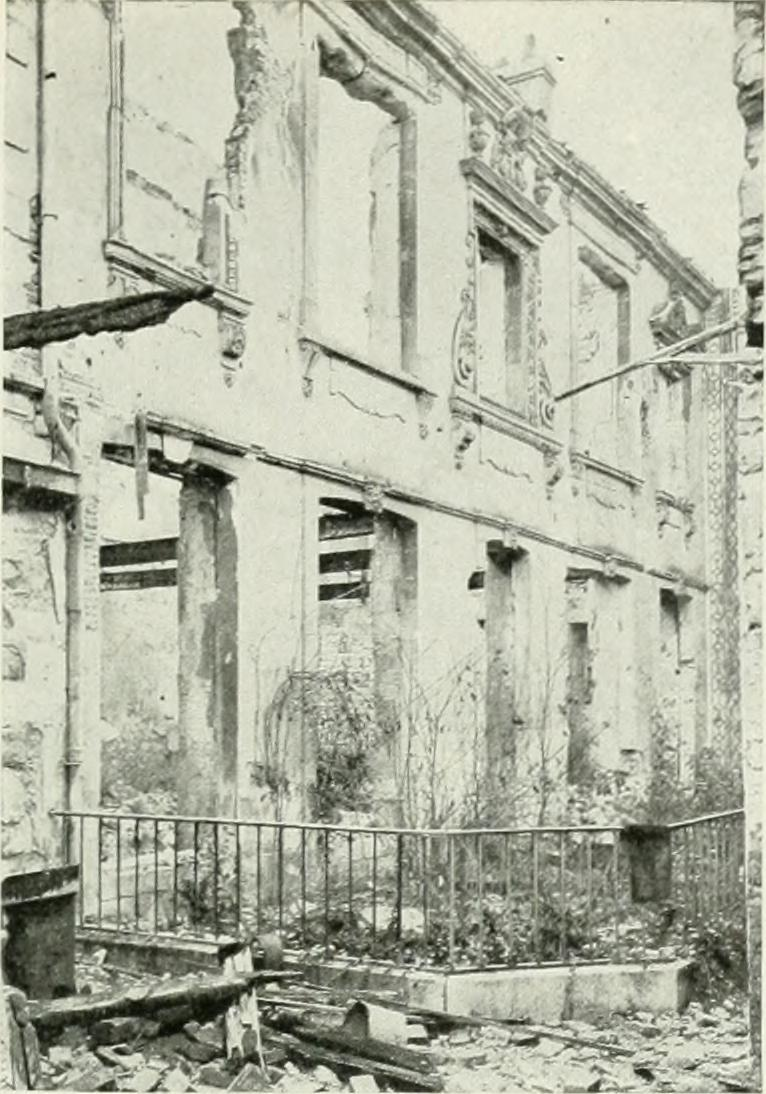
Ruines du bâtiment au sortir de la Grande Guerre.